# Nitocrellopsis ionelli
Nitocrellopsis ionelli är en kräftdjursart som först beskrevs av Dumont och Decreamer 1974.  Nitocrellopsis ionelli ingår i släktet Nitocrellopsis och familjen Ameiridae. Inga underarter finns listade i Catalogue of Life.